# Казакбаев, Абдисамет
Абдисамет Казакбаев (встречается вариант Казакпаев; 1898, Сырдаринский уезд, Улытауская область, ауыл Каракенгир, Российская империя — 26 июля 1959, Алма-Ата, Казахская ССР, СССР) — советский государственный деятель, председатель Президиума Верховного Совета Казахской ССР (1938—1947).

## Биография
Происходит из рода Кокан племени Найман.
Член ВКП(б) с 1932 г.
В 1924—1937 гг. — секретарь, председатель сельского Совета, председатель колхоза в Акмолинском районе.
В 1937—1938 гг. — заместитель председателя исполнительного комитета Акмолинского районного совета, в 1938 г. — председатель исполнительного комитета Карагандинского областного совета.
В 1938—1947 гг. — председатель Президиума Верховного совета Казахской ССР.
Депутат Верховного Совета СССР 1 и 2-го созывов. Член Бюро ЦК Компартии Казахстана.

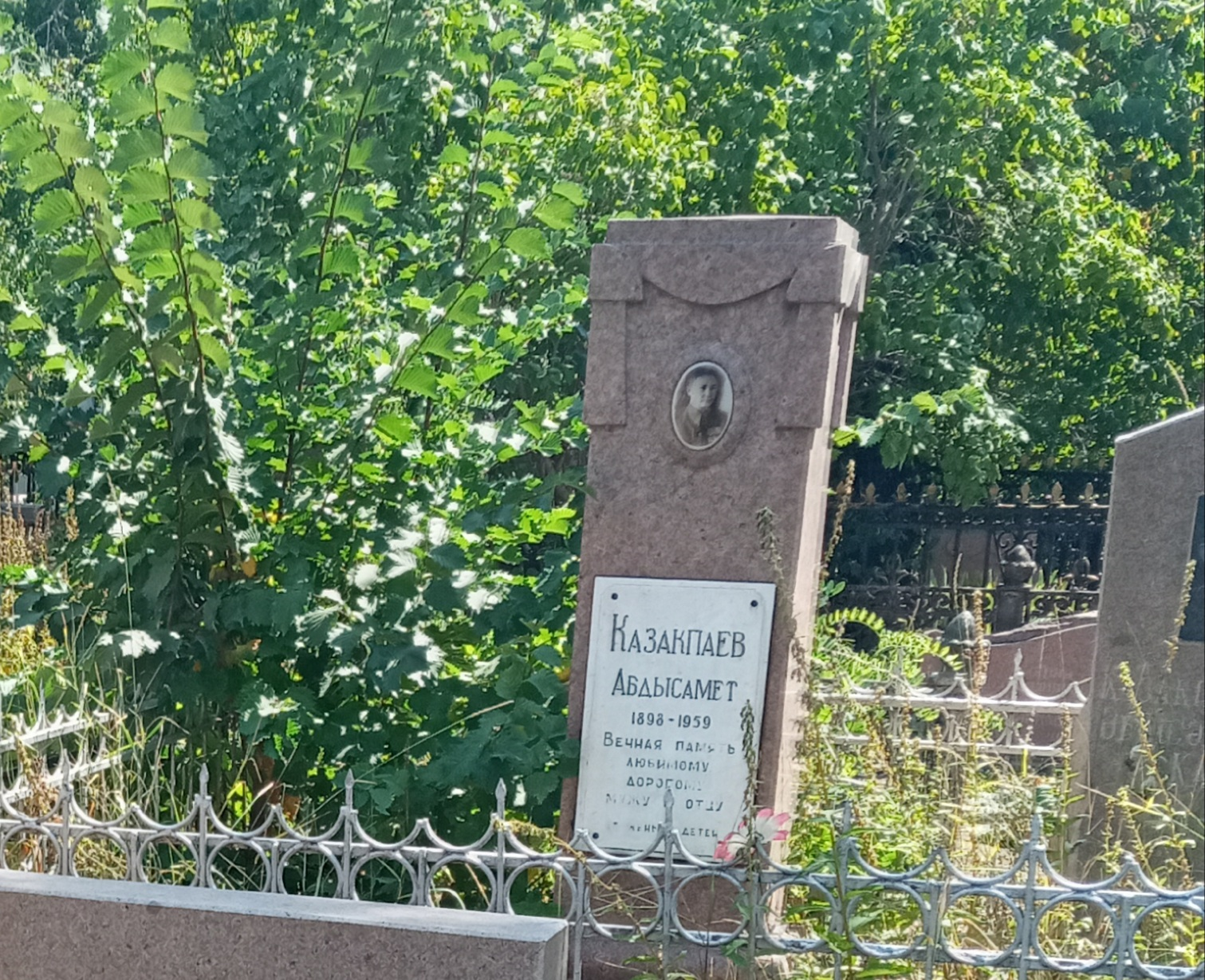
Надгробный памятник с изображением над могилой Абдысамета Казакпая в Центральном кладбище Алматы

Скончался 26 июля 1959 года, похоронен на Центральном кладбище Алма-Аты.
В Алма-Ате его именем названа улица.